# Partido de los Comunistas de la República de Moldavia
El Partido de los Comunistas de la República de Moldavia (en rumano: Partidul Comuniștilor din Republica Moldova) es un partido político de Moldavia. 
Este partido es comunista y ha gobernado el país en varias ocasiones desde su independencia. Forma parte de la Unión de Partidos Comunistas, una organización que aglutina a partidos comunistas de países de la antigua Unión Soviética.
En las últimas elecciones celebradas en abril de 2021 han perdido de nuevo con un 27,17% de apoyo y 10 escaños en la cámara parlamentaria.

## Resultados electorales
| Año de elección | Votos   | Porcentaje | Escaños | Variación | Posición           |
| --------------- | ------- | ---------- | ------- | --------- | ------------------ |
| 1998            | 487.002 | 30,01%     | 40/101  |           | Oposición          |
| 2001            | 794.808 | 50,07%     | 71/101  | 31        | Mayoría absoluta   |
| 2005            | 716.336 | 45,98%     | 56/101  | 15        | Mayoría absoluta   |
| Abr. 2009       | 760.551 | 49,48%     | 60/101  | 4         | Mayoría absoluta   |
| Jul. 2009       | 706.732 | 44,69%     | 48/101  | 12        | Oposición          |
| 2010            | 677.069 | 39,34%     | 42/101  | 6         | Oposición          |
| 2014            | 279.366 | 17,48%     | 21/101  | 21        | Oposición          |
| 2019            | 53.175  | 3,75%      | 0/101   | 21        | Extraparlamentario |
| 2021a           | 398.678 | 27,17%     | 10/101  | 10        | Oposición          |

a= Dentro del Bloque Electoral de Comunistas y Socialistas.